# Texture14
『Texture14』は、Koji Nakamura/Nyantoraのアルバム。2018年1月22日にMeltintoより発売された。

## 解説
SUPERCARのフロントマンである中村弘二がKoji Nakamura/Nyantora両名義で制作しているCD-Rシリーズ「Texture」の第14弾。
中村のオンラインショップ「Meltinto」や、ライブ会場で販売されている。
ジャケットのスタンプの色は赤、色紙は赤。
2022年3月24日に収録曲全ての曲名が発表された。

## 収録曲
1. Tone
2. Blur
3. Tape Bug
4. M E D U S A
5. Deadbeat1001
6. Preludio
音源がSoundCloudで公開されている。「Texture Web」にも収録された。
7. LooD
8. Oboro
「Texture Web2」にも収録された。後にショートPTが中村の公式Twitterで公開された。
9. BOW WOW
10. coda
11. 99
当曲に歌詞が追加されたバージョンがアルバム「Epitaph」に「1977」のタイトルで収録されている。

全作曲・編曲：中村弘二